# Wang-ui eolgul
Wang-ui eolgul (왕의 얼굴?, 王의 얼굴?, lett. "Il volto del re"; titolo internazionale The King's Face) è un drama coreano trasmesso su KBS2 dal 19 novembre 2014 al 5 febbraio 2015.

## Trama
Gwanghae, figlio di una concubina, diventa principe ereditario di Joseon. I successivi sedici anni sono turbolenti, e il principe illegittimo vive la guerra di Imjin e subisce minacce di morte e di detronizzazione, oltre a usare la fisiognomica come arma e mezzo per acquisire potere. Gwanghae ha inoltre un rapporto problematico con il padre Seonjo, e i due diventano rivali sia in politica che in amore quando Kim Ga-hee, amica d'infanzia del principe, diventa una concubina del sovrano.

## Personaggi
- Principe Gwanghae, interpretato da Seo In-guk
- Kim Ga-hee, interpretata da Jo Yoon-hee
- Re Seonjo, interpretato da Lee Sung-jae
- Kim Do-chi, interpretato da Shin Sung-rok

### Famiglia reale
- Regina Uiin, interpretata da Im Ji-eun
- Gwi-in Kim, interpretata da Kim Gyu-ri
- Sook-yong Hong, interpretata da Ji Seo-yoon
- Principe Imhae, interpretato da Park Joo-hyung
- Principe Sinseong, interpretato da Won Deok-hyun
- Principe Jeongwon, interpretato da Park Joon-mok (da giovane) e Seo Hyun-seok (da adulto)
- Principessa ereditaria Yoo, interpretata da Kim Hee-jung
- Regina Inmok, interpretata da Ko Won-hee

### Altri personaggi
- Im Young-shin, interpretato da Yoon Bong-gil
- Kim Du-seo, interpretato da Jo Won-hee
- Dama Park, interpretata da Kim Hyun-sook
- Yi San-hae, interpretato da Ahn Suk-hwan
- Yoo Seung, interpretato da Song Min-hyung
- Yoo Ja-shin, interpretato da Lee Chung
- Kang Jin-yeol, interpretato da Kim Bang-won
- Jeong Cheol (Songgang), interpretato da Joo Jin-mo
- Kim Gong-ryang, interpretato da Lee Byung-joon
- Dama di corte Park, interpretata da Min Song-ah
- Baek Kyung, interpretato da Lee Soon-jae
- Eunuco Song, interpretato da Kim Myung-gon
- Go San, interpretato da Lee Ki-young
- Jeong Yeo-rip, interpretato da Choi Cheol-ho
- Seo-yong, interpretato da Yoon Jin-ho
- Jin-young, interpretata da Lee Sang-in
- Song-wol, interpretata da Im Soo-hyun
- Bong-du, interpretato da Park Jae-min
- Oh-gil, interpretato da Choi Kang-won
- Sam-gil, interpretato da Jung Moon-yup
- Dama di corte Oh, interpretata da Oh Eun-ho
- Jang Soo-tae, interpretato da Go In-beom
- Mu-cheol, interpretato da Baek Jae-jin
- Kyung-san, interpretato da Yoon Bit-na
- Kap-yi, interpretato da Kim Yeol
- Yeon-joo, interpretata da Kim Seo-jung

## Ascolti
| Episodio | Data di trasmissione | Dati TNMS           | Dati TNMS                  | Dati AGB            | Dati AGB                   |
| Episodio | Data di trasmissione | A livello nazionale | Area metropolitana di Seul | A livello nazionale | Area metropolitana di Seul |
| -------- | -------------------- | ------------------- | -------------------------- | ------------------- | -------------------------- |
| 1        | 19 novembre 2015     | 6,5%                | 7,2%                       | 7,1%                | 7,3%                       |
| 2        | 20 novembre 2015     | 5,5%                | 5,9%                       | 6,1%                | 5,8%                       |
| 3        | 26 novembre 2015     | 5,0%                | 6,2%                       | 6,2%                | 6,1%                       |
| 4        | 27 novembre 2015     | 5,5%                | 5,9%                       | 6,2%                | 6,3%                       |
| 5        | 3 dicembre 2015      | 6,3%                | 7,5%                       | 7,2%                | 7,3%                       |
| 6        | 4 dicembre 2015      | 5,8%                | 6,5%                       | 6,9%                | 6,4%                       |
| 7        | 10 dicembre 2015     | 5,5%                | 5,8%                       | 6,2%                | 6,2%                       |
| 8        | 11 dicembre 2015     | 5,7%                | 6,0%                       | 7,7%                | 7,3%                       |
| 9        | 17 dicembre 2015     | 5,8%                | 6,5%                       | 7,1%                | 7,5%                       |
| 10       | 18 dicembre 2015     | 5,9%                | 7,0%                       | 6,9%                | 6,9%                       |
| 11       | 24 dicembre 2015     | 5,6%                | 5,8%                       | 6,5%                | 6,5%                       |
| 12       | 25 dicembre 2015     | 5,8%                | 6,0%                       | 7,3%                | 7,1%                       |
| 13       | 1 gennaio 2015       | 5,8%                | 7,8%                       | 7,8%                | 8,1%                       |
| 14       | 7 gennaio 2015       | 6,1%                | 6,6%                       | 7,3%                | 7,5%                       |
| 15       | 8 gennaio 2015       | 6,5%                | 7,3%                       | 6,9%                | 6,8%                       |
| 16       | 14 gennaio 2015      | 6,5%                | 7,1%                       | 7,0%                | 7,4%                       |
| 17       | 15 gennaio 2015      | 6,4%                | 7,3%                       | 6,5%                | 6,7%                       |
| 18       | 21 gennaio 2015      | 7,1%                | 8,9%                       | 8,2%                | 8,8%                       |
| 19       | 22 gennaio 2015      | 6,9%                | 7,5%                       | 7,8%                | 8,6%                       |
| 20       | 28 gennaio 2015      | 7,7%                | 7,9%                       | 7,6%                | 8,3%                       |
| 21       | 29 gennaio 2015      | 7,2%                | 8,2%                       | 8,5%                | 9,2%                       |
| 22       | 4 febbraio 2015      | 7,3%                | 8,6%                       | 8,1%                | 9,1%                       |
| 23       | 5 febbraio 2015      | 8,3%                | 9,8%                       | 9,1%                | 10,0%                      |
| Media    | Media                | 6,3%                | 7,1%                       | 7,2%                | 7,4%                       |

## Colonna sonora
1. Goodbye, Those Words (안녕 그 말?, Annyeong geu malLR) – Jung Dong-ha
2. One Person (한 사람?, Han saramLR) – Bang Min-ah delle Girl's Day
3. Because It's You (그대라서?, GeudaeraseoLR) – Son Seung-yun
4. King and Kingdom – Oh Joon-sung
5. King's Son (Main Theme) – Oh Joon-sung
6. Dancing with a Butterfly – Oh Joon-sung
7. Untouchable Destiny – Oh Joon-sung
8. Agony of a King – Oh Joon-sung
9. Guardian of Justice – Oh Joon-sung
10. Prince Be Ambitious – Oh Joon-sung
11. Secret Party – Oh Joon-sung
12. Jade Love – Oh Joon-sung
13. Meet Rival – Oh Joon-sung
14. Flying Punch – Oh Joon-sung
15. Pray of the Prince – Oh Joon-sung
16. Dreamy Garden – Oh Joon-sung
17. The King's Face (Opening Title) – Oh Joon-sung
18. People Power – Oh Joon-sung
19. Sad Tension – Oh Joon-sung
20. Sad Arrow – Oh Joon-sung
21. Brave Fighter – Oh Joon-sung
22. Black Trick – Oh Joon-sung
23. Night War – Oh Joon-sung
24. Stone Heart – Oh Joon-sung
25. Two Face – Oh Joon-sung

## Riconoscimenti
- KBS Drama Award
  - 2014 – Candidatura Premio all'eccellenza, attore in un drama di media lunghezza a Seo In-guk
  - 2014 – Candidatura Premio all'eccellenza, attrice in un drama di media lunghezza a Seo In-guk
  - 2014 – Miglior attore non protagonista a Shin Sung-rok
  - 2014 – Miglior nuovo attore a Seo In-guk

## Presunto plagio
Il 25 agosto 2014, la Jupiter Film, casa di produzione del film del 2013 Gwansang, presentò un'ingiunzione in tribunale per violazione del diritto d'autore e concorrenza ingiusta da parte della rete KBS, chiedendo che al canale non fosse permesso trasmettere il drama. Secondo la Jupiter Film si trattava di un remake non autorizzato di Gwansang, per il quale deteneva i diritti con una clausola "una fonte, molti usi", con lo scopo esplicito di produrre un film, una serie di libri e una serie televisiva basati su un fisionomista che rimaneva coinvolto nella battaglia politica per il trono. La Jupiter Film affermò di aver proposto la realizzazione della serie TV nel 2012 a KBS Media, consegnando copioni e linee guida e suggerendo la sceneggiatrice Lee Hyang-hee. Le due aziende tuttavia non riuscirono a trovare un accordo e i negoziati caddero. Jupiter Film ipotizzò che, dopo essersi tirata indietro, KBS Media avesse ripreso in mano l'idea realizzandone una propria versione, assumendo inoltre la sceneggiatrice consigliata.
La KBS rispose che Wang-ui eolgul era totalmente diverso per personaggi, periodo storico, ambientazione, intreccio, struttura del conflitto e metodologia di espressione e, nell'attesa della decisione della corte, portò avanti il progetto annunciando il cast. La decisione del tribunale nel novembre 2014 fu favorevole alla rete televisiva, affermando che non si trattava di un plagio.